# Houdini (canción)
«Houdini» es una canción interpretada por la banda estadounidense de indie pop Foster the People, incluida en su primer álbum de estudio Torches y en su primer EP homónimo. Fue escrita y producida por el líder de la agrupación Mark Foster y lanzada como sencillo promocional sólo en el Reino Unido el 1 de abril de 2011. Posteriormente, se publicó como el sexto sencillo del disco el 26 de abril del año siguiente. Además, está incluida en la banda sonora del videojuego SSX y en el episodio «Yes, Then Zero» de la serie Gossip Girl, la canción fue usada en el comercial de la promo Neo: Musica Nueva para VH1, y el comercial de Paris de Chile, fue incluido la banda sonora de La Sexóloga de Chilevisión y también ADN 7 y también fue utilizado la promo del programa de La Red #Vigilantes, La canción apareció en la película de 2012 LOL, También apareció en la serie de televisión Awkward y Suits.
La canción puede referirse a que siempre hay una ruta de escape a los problemas, en el video, se da una solución a la muerte de los protagonistas dando esta interpretación.

## Antecedentes
«Houdini» fue escrita por el líder de la banda, Mark Foster, cuando trabajaba como compositor de canciones para comerciales. Acerca de la canción, Foster dijo en una entrevista con la revista Billboard que «[escribirla] fue un golpe de suerte» y que la escribió cuando llevó a su entonces novia a su trabajo. Además, afirmó que: «sólo puse un tambor simple y mi voz en diez minutos. Cuatro días más tarde, volví a visitar la composición y comencé a agregar los acordes del piano. Ahora estoy solo... pero mi entonces novia fue una buena musa».

## Promoción

### Video musical
El vídeo musical de «Houdini», dirigido por Daniels, fue estrenado el 26 de abril de 2012 a través de la cuenta oficial de YouTube de la banda. El videoclip comienza con la banda tocando en un ensayo, pero mueren aplastados por un equipo de iluminación. Sin embargo, los productores no quieren cancelar un concierto que tenían programado y en lugar de dar a conocer la muerte de la banda, contratan a gente especializada para mover los cuerpos y hacer que bailen en el concierto y los cadáveres son convertidos en cyborgs. Al final el concierto es un éxito y para celebrar hacen una fiesta en un apartamento. El video termina con los cuerpos sin vida de la banda acostados en un sillón mientras toda la producción se divierte en la fiesta.
El video musical fue nominado a los Grammys en la categoría "Mejor Video Corto"

### Interpretaciones en directo
El 8 de octubre de 2011, la banda interpretó «Houdini», «Pumped Up Kicks» y «Helena Beat» en el show Saturday Night Live. El invitado para el tema fue el saxofonista estadounidense Kenny G.

## Posicionamiento en listas

### Listas semanales
| Listas (2011–2012)                   | Mejor posición |
| ------------------------------------ | -------------- |
| Canadá Rock (Billboard)              | 21             |
| Japón (Japan Hot 100)                | 70             |
| Países Bajos (Mega Single Top 100)   | 98             |
| Estados Unidos (Alternative Airplay) | 37             |

## Historial de lanzamientos
| País           | Fecha              | Formato           | Sello                            |
| -------------- | ------------------ | ----------------- | -------------------------------- |
| Reino Unido    | 1 de abril de 2011 | Descarga digital  | Columbia Records                 |
| Estados Unidos | 15 de mayo de 2012 | Radio alternativa | Startime International, Columbia |